# Jan van Houwelingen (wielrenner)
Jan van Houwelingen (Heesselt, 12 januari 1955) is een voormalig Nederlands wielrenner. Zijn broer Adri van Houwelingen was eveneens beroepswielrenner.

## Belangrijkste overwinningen
1978
- Wereldkampioenschap 100 km ploegentijdrit (met Bert Oosterbosch, Bart van Est en Guus Bierings)

1979
- 2e Trofeo Baracchi (met Fons de Wolf (B))
- Omloop van de Westkust De Panne (B)

1980
- 4e rit Zes van Rijn en Gouwe

1982
- Simpelveld

1983
- Omloop West Brabant
- Eindklassement Tour de Lorraine

1984
- 2e etappe Ronde van Zweden

## Resultaten in voornaamste wedstrijden
| Jaar | Ronde van Italië | Ronde van Frankrijk | Ronde van Spanje |
| ---- | ---------------- | ------------------- | ---------------- |
| 1979 |                  |                     | 55e              |
| 1980 | buiten tijd      |                     |                  |
| 1981 |                  | opgave              |                  |
| 1982 |                  | 99e                 |                  |
| 1983 |                  | 80e                 | opgave           |
| 1984 |                  |                     |                  |
| 1985 |                  | 104e                |                  |
| 1986 |                  |                     |                  |
| 1987 |                  |                     |                  |

| Jaar | Milaan-San Remo | Gent-Wevelgem | Parijs-Roubaix | Amstel Gold Race | Luik-Bast.‑Luik |
| ---- | --------------- | ------------- | -------------- | ---------------- | --------------- |
| 1979 | 95e             |               |                |                  |                 |
| 1980 |                 |               |                |                  |                 |
| 1981 |                 |               |                |                  |                 |
| 1982 | 69e             |               |                |                  | 41e             |
| 1983 | 117e            |               | 26e            |                  |                 |
| 1984 |                 | 57e           |                |                  |                 |
| 1985 | 128e            |               |                | 16e              |                 |
| 1986 |                 |               | 44e            |                  |                 |
| 1987 |                 |               |                | 61e              |                 |

## Trivia
Werd in de 14e etappe van de Tour de France 1982 (individuele tijdrit) tweede achter de onklopbare Bernard Hinault.
Wielerploegen van Jan van Houwelingen
Albert ·
Bal ·
De Cnijf ·
De Nul ·
De Wolf ·
Frijns (vanaf 02/03) ·
A. van Houwelingen ·
J. van Houwelingen ·
Maessen ·
Reybrouck ·
Van Der Auwera ·
Van Vlierberghe ·
Vanhaerens ·
Verstraete
Algeri ·
Bossant ·
De Beule ·
De Cnijf ·
De Meyer ·
De Vlaeminck (tot 30/09) ·
De Wolf ·
Devos (vanaf 01/07) ·
Frijns ·
A. van Houwelingen ·
J. van Houwelingen ·
van Katwijk ·
Van Der Auwera ·
Van Tielcke ·
Van Vlierberghe ·
Vanhaerens · 

Versluys (vanaf 01/09) 
De Roo ·
De Witte ·
Devos ·
Frijns ·
Havik ·
Hildred ·
Van Houwelingen ·
Janiszewski ·
F. van Katwijk ·
P. van Katwijk ·
Maertens  ·
Pirard ·
Sergeant (vanaf 01/09)  ·
Van Linden ·
Van Vlierberghe ·
Vandeperre ·
Vanhaerens · 
Verlinden ·
Versluys · 
J. Wellens ·
L. Wellens (vanaf 01/03) ·
P. Wellens
Cuypers ·
De Cnijf ·
De Gendt ·
Deschoenmaecker ·
De Wolf ·
A. van Houwelingen ·
J. van Houwelingen ·
Jacobs ·
Liboton ·
Luyten ·
Naets ·
Schoonbaert ·
Vandeghinste ·
Verschuere
De Cnijf ·
De Cnodder ·
De Meyer ·
De Roo ·
Devos ·
De Wolf ·
Van Houwelingen ·
Janiszewski ·
Matthys ·
Segers ·
Stevens ·
Urbany ·
Van Baelen ·
Van Vlierberghe ·
Vermeulen ·
J. Wynants ·
L. Wijnants ·
Willems
De Cnijf ·
De Wolf ·
Hanegraaf ·
A. van Houwelingen ·
J. van Houwelingen ·
Kuiper ·
Manders ·
Nijdam ·
Peeters ·
van der Poel ·
Priem · 
Raas · 
Segers ·
Solleveld ·
van Vliet ·
Wijnands ·
Zoetemelk
Appeldoorn · 
Bogaert · 
Bol · 
Dekker · 
Habets · 
Jonkers · 
Kleinsman · 
Lammertink · 
Parkin · 
Pieters · 
Schalkers · 
Schurer · 
Smit ·
Van Der Haegen ·
van Houwelingen · 
Verleyen · 
Wyder